# Pursuit Force
 (avril 2018).
Si vous disposez d'ouvrages ou d'articles de référence ou si vous connaissez des sites web de qualité traitant du thème abordé ici, merci de compléter l'article en donnant les références utiles à sa vérifiabilité et en les liant à la section « Notes et références ».
Pursuit Force est un jeu vidéo exclusivement développé pour la PlayStation Portable par BigBig Studios. Il met en scène un homme engagé dans la Pursuit Force, une unité spéciale de la police créée pour éradiquer le crime quasi-omniprésent dans Capital State.
Il possède comme suite Pursuit Force: Extreme Justice.
Une version remastérisée du jeu, ainsi que de sa suite, ont été lancées par Sony, en mai et août 2023, respectivement, sur la PlayStation 4 et PlayStation 5.

## Système de jeu
Dans Pursuit Force, il est possible de conduire des hors-bords et véhicules routiers en tous genres, ainsi que de s'aventurer à pied à certains moments, ou encore d'être un tireur embusqué dans un hélicoptère. Le gameplay offre également la possibilité de sauter de véhicule en véhicule.

## Trame

### Synopsis
À Capital State, le taux de criminalité bat des records. La plupart des crimes commis dans l'État sont dus aux attaques des 5 gangs les plus recherchés de Capital State : la "Famille Capelli (Capelli Family)", les "Seigneurs de guerre (Warlords)", les "Taulards (Convicts)", les "Vixens" et les "Killer 66".
Pour remédier à ce problème, grâce à une subvention accordée par le Président, une unité d'élite est créée : la "Pursuit Force".

### Gangs

#### Les Capelli
Les Capelli (ou famille Capelli, ou Capelli Family en anglais) est l'un des 5 plus gros gangs de Capital State, et le plus vieux. C'est une mafia italienne spécialisée dans le crime organisé, les assassinats, les vols de marchandises...
Dino "Don" Capelli (parfois surnommé Capelli tout court) est le chef au bras long du gang des Capelli. Il possède un manoir luxueux dans Snowstorm Peaks d'où il peut diriger toutes ses opérations, ainsi qu'une limousine.
Stefano de Tomaso, connu sous le nom de "Deadeye" (littéralement œil mort, sans doute dû au fait qu'il ait un bandeau sur son œil droit) est le lieutenant des Capelli. C'est la plus fine gâchette de la mafia. Son arme favorite est le fusil à lunette.

#### Les Seigneurs de guerre
Les Seigneurs de guerre (Warlords en anglais) est un gros gang de Capital State. Ils ont la même organisation que les militaires mais l'utilisent pour voler principalement du matériel militaire, des armes, et même des bombes. Ils ont même des hélicoptères. Leur chef est surnommé le "Général". Leur chef, étant dans une organisation paramilitaire, devient le "Général". Il aime donner des ordres et commande toutes les opérations des Seigneurs de guerre. Il possède un bateau qui contient plusieurs types de munitions : des mines, des grenades et des bombes.
Leur lieutenant est surnommé "Lieutenant Davies". Il porte un masque à gaz car il a une sorte de fusil d'assaut qui dégage un gaz asphyxiant. C'est le bras droit dangereux du Général.

#### Les Taulards
Les Taulards (Convicts en anglais) se sont échappés de la prison de haute sécurité de l'état. Ils sont très dangereux et sèment la panique dans tout Capital State. Ils feraient n'importe quoi pour s'enfuir de l'état. "Hard Balls" est le surnom donné au chef du gang. C'est un gros dur musclée qui veut à tout prix s'enfuir de Capital State. Il a volé un bus dans la prison, ainsi que son boulet, qu'il utilise comme une arme en le faisant tourner au-dessus de sa tête puis en le rabattant vers le bas.
Billy Wilde est le lieutenant du gang. C'est un fou furieux qui pourrait tout autant retourner en prison plutôt qu'aller dans un asile de fous. Il aime le danger et se bat avec des Cocktails Molotov.

#### Les Vixens
Les Vixens est un gang exclusivement féminin. Bien que séduisantes, ce sont des voleuses d'objets de valeur très agiles et futées. C'est le deuxième gang de Capital State qui possède des hélicoptères. Leur chef, Whiplash, est l'ennemi public n°2 de l'État. C'est une femme rusée et très agile qui aime l'action et surtout, les objets rares et de valeur, elle se bat avec des fouets électriques. Son bras droit est "Foxy". Elle a à peu près les mêmes caractéristiques que Whiplash.

#### Les Killer 66
Les Killer 66 est le gang le plus dangereux de Capital State. C'est une branche de la mafia Yakuza spécialisée dans le vol de voitures de sport et le trafic de drogues. Leur chef est Maître Toshima. Homme le plus recherché de tout l'État, il brandit un lance-flammes. Il possède un camion porte-voiture pour aider son gang à voler des véhicules. Son lieutenant s'appelle Sudeko Arakawa, un samouraï dont le corps est jonché de tatouages. Il est très loyal à Maître Toshima.